# سد آبریز
سد آبریز (یا مارون ۲) از سدهای در دست مطالعه و بررسی ساخت در محدوده روستای آبریز در شمال شرقی شهرستان کهگیلویه است که قرار است با گنجایش تقریبی دریاچه ۱۸۰–۱۳۵ میلیون مترمکعب ساخته شود.
هدف از ساخت سد آبریز انتقال آب از حوضه آبریز رودخانه مارون-جراحی به حوضه آبریز رودخانه زهره و تأمین آب شرب، صنعت و کشاورزی منطقه دهدشت، چرام و لنده در استان کهگیلویه و بویراحمد است.

## دلایل اجرای طرح
برای اجرا یا عدم اجرای این طرح دلایل و استدلال‌های متفاوتی بیان شده ولی با توجه به اینکه تاکنون هیچ پاسخی از طرف طراحان و مهندسان این پروژه منتشر نشده، نمی‌توان گفت آیا دلایل هر دو طرف واقعی هستند یا خیر و آیا راهکاری برای حل این مشکلات وجود دارد یا خیر. دلایل بدین صورت می‌باشند:

### دلایل و اهداف احداث سد که بیشتر موافقان و مسئولان استان کهگیلویه بیان کرده‌اند
اهداف اولیه
عملیات احداث سد آبریز با هدف تأمین آب شرب، صنعت و کشاورزی منطقه دهدشت، چرام و لنده در استان کهگیلویه بویراحمد می‌باشد. همچنین قرار است این سد برای ۲۰–۳۰ هزار هکتار از زمین‌های کهگیلویه و چرام آب تأمین شود.
با ساخت این سد، آب به‌صورت ثقلی (بدون پمپاژ) از یک تونل به طول چهار هزار ۹۰۰ متر به لوله‌هایی به طول هفت هزارو ۴۰۰ متر انتقال و با احداث تونلی به طول شش هزارو ۴۵۰ متر آب به دشت‌های شهرستان‌های کهگیلویه و چرام انتقال می‌یابد.

#### نبودن منابع آبی مطمئن برای استفاده و ناترازی بارش‌ها
در استان کهگیلویه هرساله حدود ۸٫۵ میلیارد متر مکعب روان آب جاری می‌شود که تاکنون زیرساخت مناسب برای استفاده از این آبها فراهم نشده‌است. همچنین اکثر این روان‌آب‌های استان در ۴ ماه جاری می‌شوند، در حالی که بیشتر مصرف آب در هشت ماه دیگر است که شاهد کمترین بارش یا عدم بارش هستیم و زیرساختی جهت مدیریت این ناترازی ساخته نشده‌است.
مطالعات فاز اول و دوم این طرح از سوی منابع آب اجرایی شده‌است. این سد با ارتفاع ۱۵۰ متر و به‌صورت آر سی سی اجرا می‌شود.

#### انتقال آب، مهار سیل‌های فصلی
به گفته آرش مصلح، مدیرعامل شرکت آب منطقه ای کهگیلویه، در پروژه سد آبریز هیچ گونه انتقال بین حوضه ای را نداریم. همچنین سد صرفاً سیل‌های زمستانه را مهار می‌کند و در خود نگه می‌دارد و در فصلی که در واقع بارش وجود ندارد آن ذخیره ای که مهار کرده به مصرف هدفش یعنی شرب، صنعت و کشاورزی منطقه می‌رساند.

#### کمک به سد پایین درست (مارون۱) و کاهش رسوبات
وی بیان کرد رودخانه مارون رودی با سیلاب‌های فراوان است که به دلیل کنترل نکردن سیل‌ها (با آب‌بند، سیل شکن و آبخوان) اغلب رسوبات این رودخانه به دریاچه سد مارون در طول این ۲۰ سال افزوده شده و حجم مخزن را کم کرده و بر روی توربین‌های نیروگاه مارون اثر مخرب و خورندگی داشته‌است و چنانچه سد آبریز احداث شود این رسوب بسیار کم خواهد شد یا از بین خواهد رفت و عمر مفید سد مارون بسیار بالاتر خواهد بود و قاعدتاً به عنوان یک بهبود و کمک کننده به سد پایین دست (جهت استفاده از منابع آبی) عمل می‌کند.
همچنین افشین دوستی، کارشناس ارشد سازه‌های آبی، می‌گوید سد آبریز سدی است در بالادست مارون ۱ که تنها ظرفیتی در حدود ۱۰ درصد سد مارون یک را دارد و این ادعا که این مقدار مشکلی (قابل توجه) برای خوزستان ایجاد می‌کند از نظر علمی پذیرفتنی نیست.

### دلایل عدم احداث سد که عمدتاً مسئولان استان خوزستان بیان کرده‌اند

#### انتقال آب بین حوضه‌ای
بر اساس طراحی‌ سد آبریز و سیستم انتقال آب، ۵۰ میلیون متر مکعب آب تخصیص یافته از محل سد آبریز به‌وسیله تونل از حوضه آبریز مارون - جراهی  به حوضه آبریز رود خیرآباد - زهره منتقل می‌شود. مقصد انتقال آب منطقه دهدشت، چرام و لنده در حوضه آبریز رود خیرآباد - زهره قرار دارد. در سد آبریز بدین صورت طراحی شده است که بجای تامین آب این مناطق با پمپاژ آب رودخانه خیرآباد به بالادست و تامین آب مناطق مذکور، آب از حوضه آبریز مارون  توسط تونلی ۵ کیلومتری به صورت ثقلی و بدون پمپاژ به این مناطق منتقل می‌شود و مشکل انتقال آب بین حوضه‌ای در نظر گفته نشده است. در حوضه آبریز مارون ـ جراحی مصرف ۱۰۰ درصدی منابع آب زیرزمینی وجود دارد و آب مازادی نیز وجود ندارد. احداث یک سد دیگر بر سرشاخه‌های رودخانه جراهی و مارون که هیچ مازاد آبی ندارند، بر میزان آورد آب و حقابه تالاب شادگان به شدت تأثیر منفی خواهد گذاشت.
عده ای نیز بر این عقیده اند که مقیاس ارزیابی طرح ها برای انتقال بین حوضه ای، حوضه های آبریز درجه 2 می باشد که مطابق تقسیم بندی انجام شده در سازمان تماب حوضه زهره-جراحی یکی از حوضه های درجه 2 حوضه اصلی خلیج فارس و دریای عمان می باشد بنابراین می توان گفت که انتقال بین حوضه ای در این طرح موضوعیت ندارد

#### مشکل توجیه اقتصادی ساخت سد و اراضی فاقد قابلیت کشت
وزارت نیرو قصد دارد چند صد میلیارد تومان از منابع ملی و فاینانس را صرف اجرای پروژه‌ای کند تا زمین‌های بیشتری را زیر کشت ببرد اما به گواه مطالعات موجود، ۴۳ درصد از این اراضی توسعه‌ای، فاقد قابلیت کشت هستند. همچنین سدی با چنین مخزن کوچکی چگونه می‌تواند توجیه اقتصادی داشته باشد؟!
شاهین کوه‌بزن، کارشناس آب و سد سازی و مدیرعامل اسبق شرکت بهره‌برداری از شبکه‌های آبیاری کرخه و شاوور، بیان کرد تولید رسوب و فرسایش در سد مارون۲ با توجه به توپوگرافی خیلی بالاست و مفهومش این است که اگر سدی با مخزن ۱۳۵ میلیون مترمکعب بسازیم، ۵۰ درصد حجم مخزن غیرمفید است که در سد سازی چنین سدی معیوب به‌شمار می‌آید.
کوه‌بزن افزود: نسبت امکان تولید انرژی در یک سال در سد مارون۲ نشان می‌دهد که در یک سوم سال امکان بهره‌برداری انرژی از این سد داریم، چرا که نیروگاه این سد بر روی آب سرریز ساخته شده، بنابراین این نیروگاه، به‌ویژه با توجه به اثرات رو به افزایش خشکسالی در منطقه، قطعاً یک نیروگاه شکست خورده‌است و ارزش سرمایه‌گذاری ندارد.

#### شور و غیرقابل استفاده شدن آب سد پایینی (مارون۱)
حمیدرضا یاقوتی، کارشناس هیدرولوژی، بیان می‌کند که کمترین درجه شوری آب‌های سرزمینی معمولاً به نیازهای شرب اختصاص می‌یابد. افزایش درجه شوری، آب را از مصرف شرب به کشاورزی هدایت می‌کند و در نهایت با افت کیفیت آب از نظر املاح باید منابع آبی موجود به مصرف صنعت برسد. وضعیت زمین‌شناسی منطقه به نحوی است که کیفیت آب منطقه در بالادست رودخانه و منطقه دهنو با درجه شوری ۴۰۰ مناسب شرب است اما وقتی این آب به ایستگاه بهبهان می‌رسد، به دلیل وجود سازند گچساران درجه شوری آن به دو هزار تبدیل شده و دیگر این آب کیفیت مناسب برای شرب را نداشته و باید به مصرف کشاورزی برسد. اگر سد جدیدی بالادست مارون یک زده شود، کیفیت آب سد مارون یک بیشتر از این افت کرده و باید این آب این سد به مصرف صنعت برسد و مناسب استفاده برای کشاورزی منطقه نخواهد بود.

#### جلوگیری از تشکیل یخچال طبیعی و برف
مخزن آب مصنوعی سد در ارتفاعات ممکن است بتواند با تغییر محسوس رطوبت هوای منطقه باعث جلوگیری از تشکیل برف و یخچال طبیعی شود. هیچ تحقیقی در دنیا نشان نداده است که سدها در ارتفاعات باعث کاهش محسوس بارش برف در ارتفاعات می‌شوند بلکه تحقیقات انجام شده بر روی اثر سدها با مخازن بسیار بزرگ در ارتفاعات بر روی آب و هوا نشان داده اند افزایش محدود رطوبت هوا باعث می‌شود در زمان ایجاد آب و هوای مناسب برای بارش، رطوبت بیشتر در هوا موجود باشد و باعث افزایش بارش برف و باران در آن منطقه می‌شود.

#### هزینه‌های جانبی و زیر آب رفتن جاده پاتاوه
یاقوتی عنوان می‌کند: اثر دیگر این است که جاده پاتاوه را که با وجود تأخیر فراوان در ساخت، به تازگی به بهره‌برداری رسمی شده زیر آب می‌رود و دهدشت مجدداً به منطقه بن‌بست تبدیل شود. همچنین در سدسازی هیچ وقت بالای سدی مخزنی که طراحی شده‌است، مخزن جدید تعریف نمی‌کنند. وی راهکار رفع نیازهای آبی دهدشت را ترمیم شبکه موجود در این منطقه عنوان می‌کند؛ زیرا در حال حاضر هفت هزار هکتار از اراضی منطقه دهدشت تحت پوشش شبکه آبیاری است و بیش از ۷۰ درصد آب این شبکه هدر می‌رود. با اجرای برنامه‌های اصلاح الگوی مصرف و … می‌توان مشکل افزایش سطح زیر کشت را حل کرد.

## اثرات اقتصادی، اجتماعی و فرهنگی تا امروز
سید محمد موحد، نماینده مردم از استان کهگیلویه و بویر احمد در مجلس در سال ۱۴۰۱ بیان کرد که یکصد میلیارد تومان برای روند اجرایی سد آبریز از سوی بانک رفاه اختصاص داده شده‌است.
جمعی از مردم شهرستان کهگیلویه در ۵ شهریور ۱۴۰۱ با حضور در فرمانداری این شهرستان از مسئولان آغاز عملیات اجرایی سد آبریز (مارون ۲) را خواستار شدند. همچنین بعد از پیگیری‌ها و مکاتبات فراوان مردم شهرستان لنده در اعتراض به ایجاد سد آبریز (مارون ۲) ظهر امروز جمعی از معتمدین و نمایندگان تشکلهای مردمی با حضور در فرمانداری این شهرستان مراتب اعتراض خود را اعلام و در ادامه نشستهایی با فرمانده سپاه و امام جمعه شهرستان نیز داشته‌اند.